# Willy Rutsch
Willy Rutsch (* 29. März 1904 in Rathenow; † 13. Februar 1989 in Erfurt) war ein deutscher Politiker (CDU). Zeitweise war er Minister für Handel und Versorgung des Landes Thüringen.

## Leben
Rutsch wurde 1904 als Sohn eines kaufmännischen Angestellten im preußischen Rathenow geboren. Sein Vater verstarb bereits 1907 im Alter von 47 Jahren. Von 1910 bis 1915 besuchte Rutsch das Knabenseminar in Heiligenstadt im katholischen Eichsfeld, das heutige Jugend- und Erwachsenenbildungshaus Marcel Callo. Anschließend wurde er an der Luisen-Mittelschule in Wiesbaden bis 1918 unterrichtet. Danach absolvierte Rutsch von 1919 bis 1922 eine kaufmännische Lehre bei einer Handwerksfirma in Friedland. Nebenbei hörte er dabei zwei Semester Versicherungswirtschaft an der Universität Göttingen, schrieb sich dort aber nicht ein. 1922 fand Rutsch eine Anstellung in einem Göttinger Groß- und Kleinhandel für Eisenwaren als Kontorist und Kassierer. 1930 nahm er ein Angebot der Flamma Bestattungs- und Lebensversicherung an und übersiedelte nach Leipzig, wo er offiziell bis Kriegsende als Organisationsleiter, Revisor und schließlich als stellvertretender Betriebsdirektor tätig war. Allerdings wurde Rutsch 1940 zum Militärdienst eingezogen. Er diente zunächst in einem Luftwaffenpionierbataillon, später bei der schweren Flak, zuletzt als Obergefreiter. Im Februar 1945 wurde Rutsch schwer verwundet und blieb bis Oktober 1945 in einem Lazarett. Noch im selben Jahr verschlug es Rutsch nach Meiningen, wo er zunächst als stadtgeschichtlicher Führer seinen Unterhalt verdiente. Ab März 1946 arbeitete er für die Landesversicherungsanstalt Thüringen, deren Kreisdirektion Meiningen er als Stadtgeschaftsführer bzw. als Stadtinspektor über vier Jahre bis zum Juli 1950 führte. Zum 1. August 1950 wurde Rutsch – als Nachfolger von Hermann Kalb – stellvertretender Landrat des Kreises Meiningen und war für die Dezernate Finanzen, Verkehr und Industrie verantwortlich. Diese Funktion hatte er jedoch nur wenige Monate inne, denn schon am 21. November 1950 wurde Rutsch als Nachfolger des abberufenen Walter Rücker zum neuen Minister für Handel und Versorgung der Thüringer Landesregierung unter Werner Eggerath berufen. Dieses Amt bekleidete Rutsch bis zur Auflösung der Länder im Juni 1952. Anschließend wurde er in den Rat des Bezirkes Erfurt übernommen, in dem er bis zum Oktober 1963 als stellvertretender Vorsitzender wirkte. Danach war Rutsch bis 1977 Präses der Vereinigten Kirchen- und Klosterkammer Erfurt.

## Politische Ämter
Rutsch trat im Juli 1946 der CDU bei. Nachdem er zunächst Ortsgruppenvorsitzender in Meiningen war, wirkte er von 1948 bis 1950 als stellvertretender Vorsitzender des CDU-Kreisverbandes Meiningen. Zu den 1950 stattfindenden Landtagswahlen wurde Rutsch als Kandidat aufgestellt und als Abgeordneter gewählt. Nach seiner Ernennung zum Minister wurde er auch Mitglied des Geschäftsführenden CDU-Landesvorstandes von Thüringen. Nach der Auflösung der Länder übernahm Rutsch politische Ämter im Bezirk Erfurt. Er war bis 1963 Abgeordneter des Bezirkstages Erfurt und vertrat seinen Bezirk von 1954 bis 1958 auch als Abgeordneter in der Länderkammer der DDR. Innerparteilich war Rutsch von 1952 bis zu seinem Tode Mitglied des CDU-Bezirksvorstandes Erfurt sowie von Oktober 1952 bis Oktober 1958 Mitglied des CDU-Hauptvorstandes. 
Rutsch war zudem Mitglied des Präsidiums des Friedensrates der DDR und mehrerer leitender Gremien der Nationalen Front und der CDU sowie Mitbegründer der Berliner Konferenz katholischer Christen aus europäischen Staaten.

## Schriften (Auswahl)
- An alle Menschen guten Willens. Nationalrat der Nationalen Front des demokratischen Deutschland, Berlin 1964.
- Zum 25-jährigen Bestehen: Vereinigte Kirchen- und Klosterkammer, Stiftung Öffentlichen Rechts. Erfurt 1972.

## Auszeichnungen
- Ehrennadel der Nationalen Front
- Silberplakette des Deutschen Friedensrates
- Verdienstmedaille der DDR (1959)
- Ernst-Moritz-Arndt-Medaille (1964)[1]
- Vaterländischer Verdienstorden in Bronze (1969) und in Silber (1974)